# Riekiella arilaringa
Riekiella arilaringa är en tvåvingeart som beskrevs av Kelsey 1987. Riekiella arilaringa ingår i släktet Riekiella och familjen fönsterflugor. Inga underarter finns listade i Catalogue of Life.